# LB培地

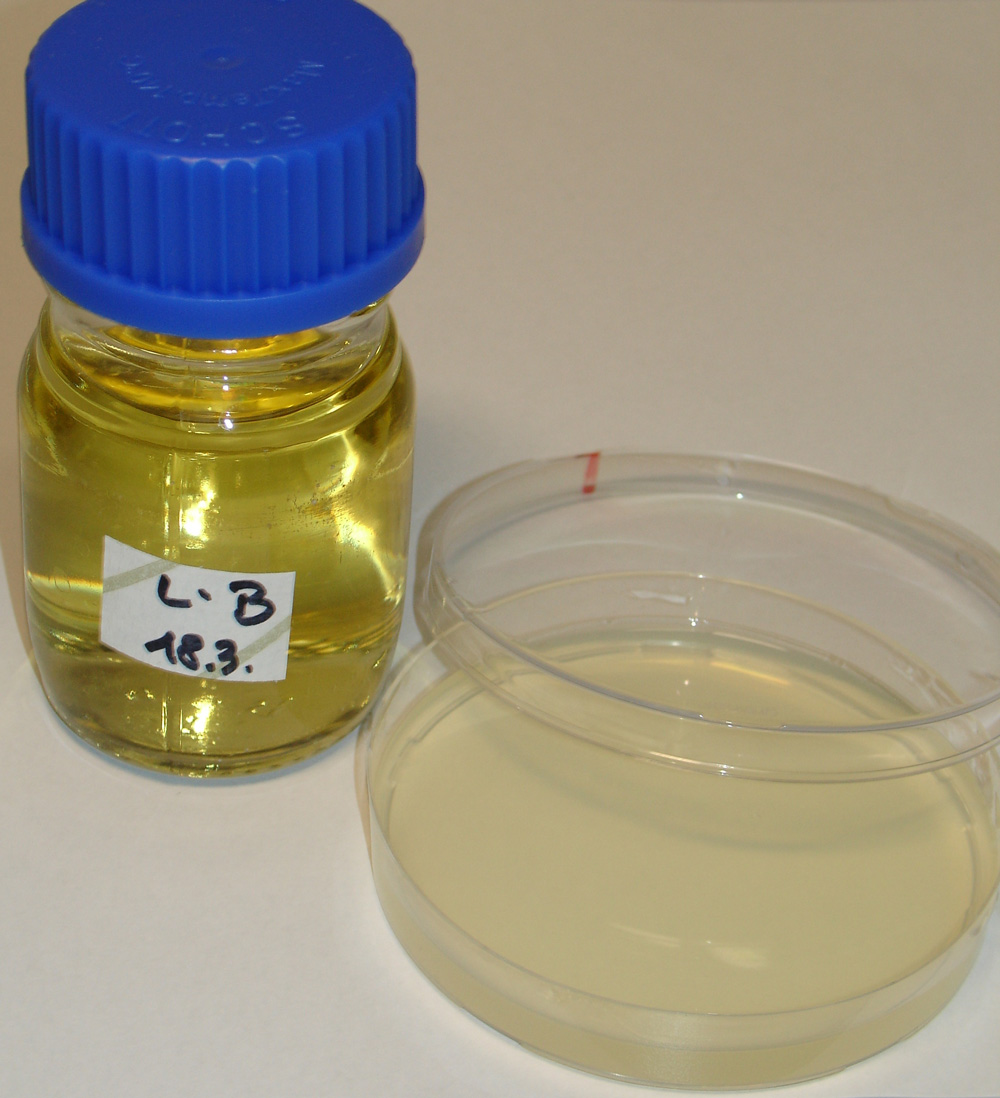
LB培地の液体培地（瓶）と寒天培地（シャーレ）

LB培地（エルビーばいち、LB medium）とは、細菌用富栄養培地の1種で、特に分子生物学の分野で大腸菌などの培養に使用されることが多い。また、食品や水中の大腸菌群の検査にも用いられる。元々ファージによる赤痢菌の溶原化の研究の為に作られた培地であるが、後に多くの細菌の培養に適していることがわかり、分子生物学の分野では教科書にも掲載されるほどポピュラーな存在となる。なお、大腸菌群などの検査に用いられる乳糖ブイヨン（Lactose Bouillon）培地もLB培地と呼び習わすことがあるが、本稿で述べる培地とは別物である。
1951年にはじめてこの培地を報告したジュゼッペ・ベルターニ（当時サルバドール・エドワード・ルリアの研究室にいた）によれば、LBという名称は"Lysogeny Broth"（溶原培地）の頭文字である。しかしルリアとベルターニの頭文字を取ったものとされていることが多く、ルリア培地 (Luria Broth) 、ルリア－ベルターニ培地 (Luria-Bertani medium) などと書かれることもある。

## 処方
LB培地の基本処方は次の通りであり、これによりアミノ酸、ビタミン、ミネラル、微量元素などに富んだ培地が構成される。
- トリプトン 1% (w/v)
- 酵母エキス 0.5% (w/v)
- 塩化ナトリウム 1% (w/v)

塩濃度の違う複数の処方が知られている。抗生物質の中には塩濃度に影響を受けるものがあり、細菌によっては浸透圧の影響を受けるものもあるので、適切な処方を選ぶ必要があることもある。またベルターニによる原処方では0.1% (w/v) のグルコースを加えていた。
Miller
1% (w/v)
Lennox
0.5% (w/v)
Luria
0.05% (w/v)
水酸化ナトリウムを用いて pH を調整することが多いが、緩衝能が期待できないため実際にはあまり意味がない。もし pH を維持することが必要ならば、トリスなどの緩衝剤を加える必要がある。しかし細菌が増殖している条件では緩衝剤を入れたところでその効果はほとんどないという意見もある。分子生物学分野で使用する場合には pH の調整自体が不要と考えることもできる。
寒天培地として用いる際には1.5% (w/v) のアガーを加えるのが一般的。